# 25 (szám)
A 25 (római számmal: XXV) egy természetes szám, négyzetszám és félprím, az 5 négyzete.

## A szám a matematikában
A tízes számrendszerbeli 25-ös a kettes számrendszerben 11001, a nyolcas számrendszerben 31, a tizenhatos számrendszerben 19 alakban írható fel.
A 25 páratlan szám, összetett szám, azon belül félprím, kanonikus alakban az 52 hatvánnyal, normálalakban a 2,5 · 101 szorzattal írható fel. Három osztója van a természetes számok halmazán, ezek növekvő sorrendben: 1, 5 és 25.
A 25 négyzetszám, középpontos négyzetszám és középpontos nyolcszögszám. Középpontos oktaéderszám.
Másodfajú Szábit-szám.
Három szám valódiosztóösszeg-függvénye 25: ezek a 95, 119 és 143.
Tízes számrendszerben a legkisebb Friedman-szám, ami kifejezhető számjegyei segítségével: 52.
Cullen-szám.
A legkisebb törekvő szám; olyan összetett, nem társas szám, aminek osztóösszeg-sorozata nem ér véget.
Két pitagoraszi számhármas legnagyobb tagja: (7; 24; 25), (15; 20; 25). Ezen felül szerepel például a (25; 60; 65) hármasban.
Az első 25 pozitív egész szám összege (vagyis a 25. háromszögszám) 325, szorzata (azaz a 25 faktoriálisa): 25! = 1,55112100433310 · 1025.
Az n = 25 és 0 ≤ k ≤ 12 értékekhez tartozó {\displaystyle _{n \choose k}} binomiális együtthatók rendre 1, 25, 300, 2300, 12 650, 53 130, 177 100, 480 700, 1 081 575, 2 042 975, 3 268 760, 4 457 400, 5 200 300.
A 25 négyzete 625, köbe 15 625, négyzetgyöke 5, köbgyöke 2,92402, reciproka 0,04. A 25 egység sugarú kör kerülete 157,07963 egység, területe 1963,49541 területegység; a 25 egység sugarú gömb térfogata 65 449,84695 térfogategység.
A 25 helyen az Euler-függvény helyettesítési értéke 20, a Möbius-függvényé 0, a Mertens-függvényé −2.